# Зельдин, Владимир Михайлович
Влади́мир Миха́йлович Зе́льдин (28 января (10 февраля) 1915, Козлов, Тамбовская губерния, Российская империя — 31 октября 2016, Москва, Россия) — советский и российский актёр театра и кино. Народный артист СССР (1975). Лауреат Сталинской премии (1951) и премии Союзного государства в области литературы и искусства (2014). Полный кавалер ордена «За заслуги перед Отечеством».
Наряду с Николаем Анненковым был одним из двух российских профессиональных театральных актёров, которые, оставаясь в профессии, отметили 100-летний юбилей. По заявлению некоторых СМИ, в возрасте с 95 лет и до момента смерти в 101 год (2010—2016 годы) являлся старейшим в мире действующим актёром.

## Биография

### Детство
Родился 28 января (10 февраля) 1915 года в Козлове Тамбовской губернии, в семье музыканта Михаила Евгеньевича Зельдина (1873—1928) и домохозяйки Анны Николаевны Зельдиной (в девичестве Поповой, 1884—1931).
В Козлове семья жила в доме С. И. Попова на пересечении Лебедянской и Вознесенской улиц. Во время Гражданской войны в 1920 году Зельдины переехали в Тверь, где жила сестра отца и где Владимир пошёл в школу. А с 1924 года семья стала жить в Москве. Владимир продолжил учёбу в военизированной школе на Таганке. Все дети, как и отец, были музыкально одарёнными и играли на разных инструментах. Зельдин освоил трубу, фортепиано и скрипку, что очень пригодилось ему в жизни.
В 12 лет пытался поступить в Государственную балетную школу Большого театра (ныне Хореографическое училище Большого театра) на отделение характерных танцев, но отец помешал осуществлению этой мечты, так как видел в сыне музыканта. После смерти отца его друг, дирижёр оркестра Высшей пограничной школы Ф. О. Николаевский, принял Зельдина в оркестр трубачом. Через четыре года его посетила новая мечта — профессия военного моряка, привлекшая своей романтикой, но в военное училище его не взяли из-за плохого зрения. После окончания школы работал учеником слесаря на заводе.
В начале 1930-х годов производственно-театральные мастерские при Театре МОСПС (с 1938 — Театр имени Моссовета) набирали актёрский курс. Приёмную комиссию возглавляли В. Ванин и Е. Любимов-Ланской. На экзаменах Зельдин читал стихи А. Безыменского и рассказы Н. Кончаловской, и был принят. Руководителем курса стал Е. Лепковский, танец преподавали бывшая балерина Большого театра В. Мосолова и будущий главный балетмейстер Московского театра оперетты Г. Шаховская. Из двадцати пяти человек курса только двое стали известными актёрами: Владимир Зельдин и Николай Парфёнов. Мастерские окончил в 1935 году и стал актёром в этом же театре.
В 1938 году перешёл в Театр транспорта (ныне Московский драматический театр имени Н. В. Гоголя). Здесь актёр сыграл в спектаклях, поставленных по произведениям классиков мировой литературы: «Без вины виноватые» А. Н. Островского (массовка), «Комедия ошибок» У. Шекспира (Антифон Сиракузский), «Коварство и любовь» Ф. Шиллера (Фердинанд).
В 1940 году ассистентка режиссёра И. Пырьева попала на спектакль Театра транспорта «Генеральный консул», где приметила молодого актёра в роли рядового Гоглидзе, позже порекомендовав его И. Пырьеву. С выходом фильма И. Пырьева «Свинарка и пастух» он получил широкую известность после первой же большой роли в кино (Мусаиб).
Снимался также в фильмах «Сказание о земле Сибирской», «Карнавальная ночь», «Дядя Ваня», «Женщина в белом», «Десять негритят» и многих других.
В 1942—1943 годах служил в Алма-Атинском русском драматическом театре.

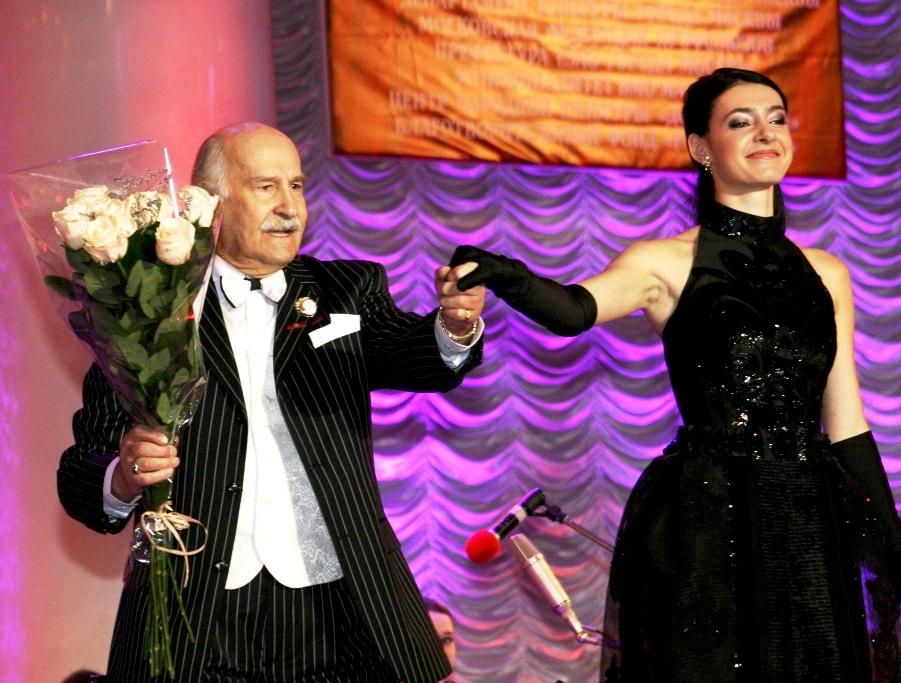
В. М. Зельдин — член жюри Московского международного конкурса молодых исполнителей русского романса «Романсиада»

С 1945 года — в труппе Центрального театра Советской Армии. Великолепная сценическая пластика и вокальное мастерство проявились в роли Альдемаро («Учитель танцев» Л. де Веги). В Театре Российской Армии (ЦАТРА) играл главную роль в мюзикле «Человек из Ламанчи» (постановка Ю. Гусмана), поражая зрителей блестящей физической, актёрской и вокальной формой (спектакль был поставлен к 90-летию В. М. Зельдина в 2005 году), а также главную роль в спектакле «Танцы с учителем». Кроме того, был занят в спектакле «Приглашение в замок» Ж. Ануя (постановка А. Бурдонского) в роли Мессершмана и в музыкальном спектакле «Давным-давно» А. К. Гладкова (постановка Б. Морозова) в роли Кутузова.
В Московском драматическом театре «Модерн» играл Князя К. в спектакле «Дядюшкин сон» Ф. М. Достоевского (постановка Б. Щедрина), где его партнёршей выступала Н. Тенякова. С 1999 года (после смерти Николая Анненкова) был старейшим народным артистом СССР.
28 июня 2005 года подпись В. Зельдина появилась под «письмом в поддержку приговора бывшим руководителям „ЮКОСа“». Тем не менее, в интервью «Новой газете» от 30 июня 2005 года актёр заявил: «Никакого письма я подписывать не мог».
7 октября 2013 года принял участие в эстафете Олимпийского огня, проходящей в Москве, став самым возрастным факелоносцем за всю историю Олимпиад. Рекорд был побит 7 декабря этого же года в Новосибирске, когда факел пронёс 101-летний житель А. Каптаренко.
Свой 100-летний юбилей встретил на сцене Театра Российской армии. Свой 101-й день рождения актёр встретил на сцене родного театра, где сыграл главную роль в посвящённом ему спектакле «Танцы с учителем».

Памятник
на Новодевичьем кладбище

10 сентября 2016 года принимал участие в концертной программе на Красной площади при праздновании 869-летия столицы.
Никогда не отказывал журналистам в интервью. Был поклонником футбольного клуба ЦСКА.
Скончался 31 октября 2016 года в 9:00 в НИИ скорой помощи им. Н. Склифосовского, не дожив чуть больше трёх месяцев до своего 102-го дня рождения. Причиной смерти стала полиорганная недостаточность. Соболезнования родным актёра выразил Президент России В. Путин.
Церемония прощания состоялась 3 ноября 2016 года в Театре Российской армии, там же прошло и отпевание. Актёр был похоронен с воинскими почестями на Новодевичьем кладбище Москвы (участок № 5).

### Семья
Отец — мещанин Сергиева Посада Московской губернии Михаил Евгеньевич Зельдин (9 (21) декабря 1873 — 28 ноября 1928), выпускник Московской консерватории, тромбонист и дирижёр, капельмейстер духового оркестра расквартированного в Козлове 39-го Томского пехотного полка, с 1918 года — директор музыкальной школы (народной консерватории) в Козлове. Будучи выходцем из еврейской семьи, для того, чтобы получить музыкальное образование, принял православие. В качестве дирижёра симфонического духового оркестра Языковской суконной фабрики М. Ф. Степанова участвовал в грамзаписи сюиты «Пер Гюнт» Эдварда Грига для фирмы «Артистотипия» в Киеве. В 1922 году организовал и возглавил первый в Твери профессиональный симфонический оркестр.
Мать — Анна Николаевна Зельдина (в девичестве Попова, 1884—1931), домохозяйка. Помимо самого младшего Владимира, в семье было ещё четверо детей — брат Юрий (Георгий, 17 (30) апреля 1908, Харьков — 1935) и сёстры Елена (от первого брака отца), Нина, Ирина.
Первая фактическая жена (1938—1940) — Людмила Мартынова. В 1940 году уехала в Ялту. Общий сын Павел (1938—1940).
Вторая фактическая жена — Генриетта (Гитя) Островская (1921—1971), заслуженная артистка РСФСР (1968), снималась с мужем в фильме «Учитель танцев».
Официальная жена (1964—2016) — Иветта Евгеньевна Капралова (25 марта 1933 — 28 января 2017), похоронена рядом с мужем на Новодевичьем кладбище. Жил с супругой в квартире, арендовал дачу в Серебряном Бору.

## Творчество

### Роли в театре

#### Московский театр имени МОСПС[35](1927—1936)
- 06.11.1927 — «Мятеж» Д. А. Фурманова и С. Поливанова, премьера, ввод. Режиссёры: Е. О. Любимов-Ланской и Н. П. Темяков — узбек
- 14.11.1932 — «Снег» Н. Ф. Погодина, премьера, ввод. Режиссёр Е. О. Любимов-Ланской — массовка, грузин
- 10.01.1936 — «Дело рядового Шибунина» Л. В. Никулина, премьера. Режиссёры: В. В. Ванин, К. А. Давидовский — Лугин
- 28.10.1936 — «Васса Железнова» М. Горького, премьера. Режиссёр С. Г. Бирман — студент
- 24.11.1936 — «Салют, Испания!» А. Н. Афиногенова, премьера. Режиссёры: И. Н. Берсенев и В.В.Ванин

#### Театр транспорта(1938—1945)
- 1938 — «Генеральный консул» братьев Тур и Л. Р. Шейнина — рядовой Гоглидзэ
- 1938 — «Без вины виноватые» А. Н. Островского, режиссёр Н. О. Волконский — массовка
- 1939 — «Вторые пути» А. Н. Афиногенова, режиссёр Н. В. Петров — лейтенант Николай Макаров
- 1940 — «Комедия ошибок» У. Шекспира, режиссёр Н. В. Петров — Антифол Сиракузский
- 1941 — «Коварство и любовь» Ф. Шиллера, режиссёр П. В. Цетнерович — Фердинанд

#### Алма-Атинский русский драматический театр(1942—1943)
- 1942 — «Собака на сене» Л. де Веги — Теодоро[36]
- 1943 — «Фронт» А. Е. Корнейчука — Сергей Горлов

#### Центральный академический театр Российской армии[37](1945—2016)

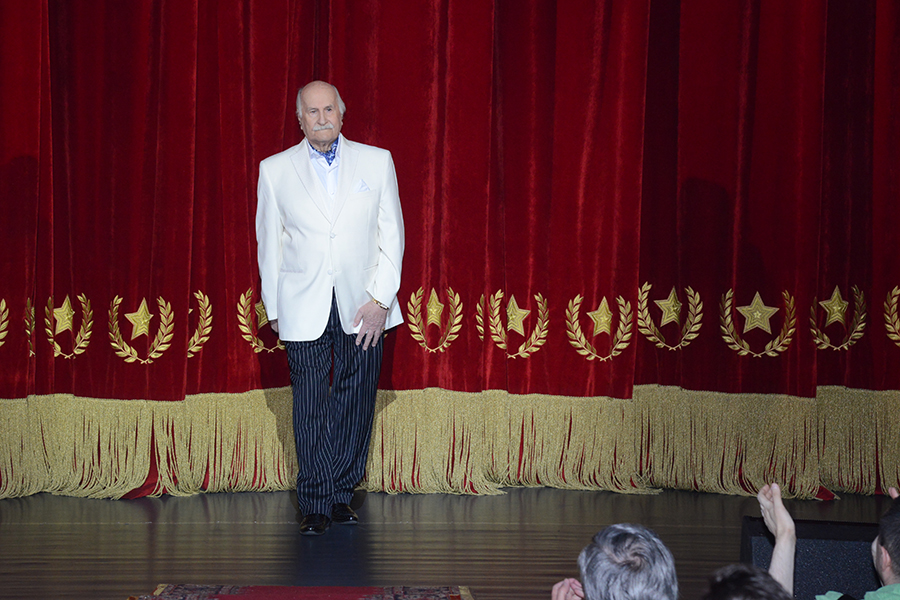
Владимир Зельдин на 85-летии Центрального академического театра Российской армии, 10 июня 2015 года

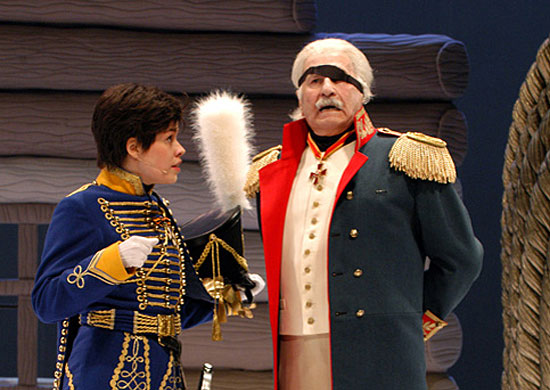
Владимир Зельдин в спектакле Центрального академического театра Российской армии «Давным-давно»

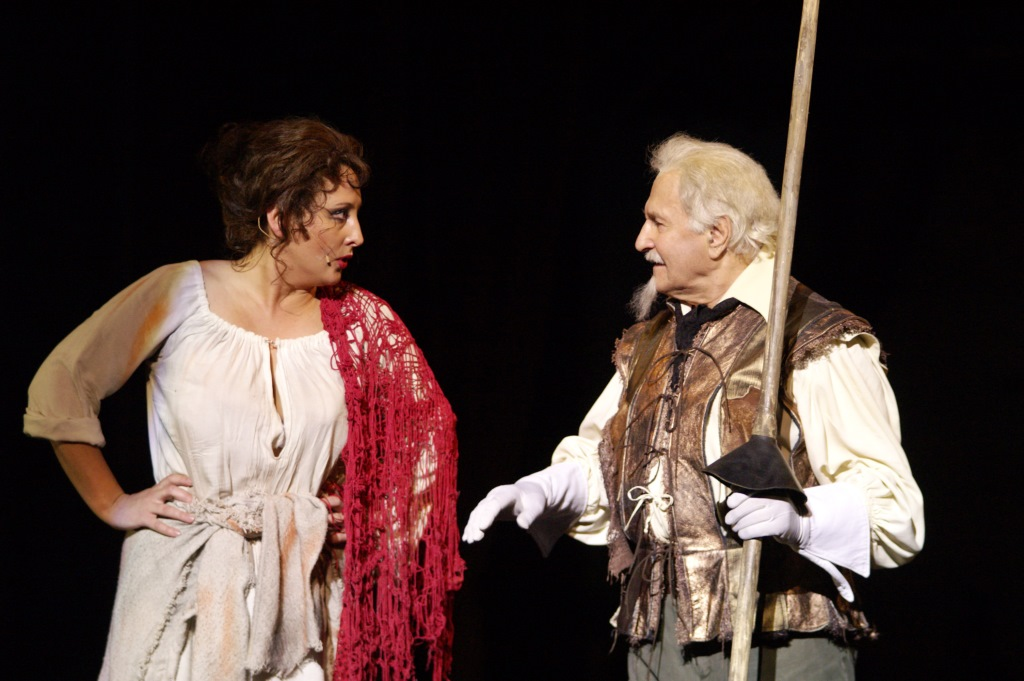
Владимир Зельдин в мюзикле Центрального академического театра Российской армии «Человек из Ламанчи»

- 1945 — (ввод) «На всякого мудреца довольно простоты» А. Н. Островского, режиссёр Д. В. Тункель — Глумов Егор Дмитриевич
- 1945 — (ввод) «Давным-давно» А. К. Гладкова — поручик Ржевский, режиссёр А. Д. Попов
- 1946—1975 — «Учитель танцев» Л. де Веги, режиссёр В. С. Канцель — Альдемаро
- 1947 — (ввод) «Укрощение строптивой» У. Шекспира, режиссёр А. Д. Попов — Транио
- 1947 — «За тех, кто в море!» Б. А. Лавренёва, режиссёр Д. В. Тункель — офицер Рекало
- 1947 — «Первый гром» М. И. Алигер, режиссёры А. Д. Попов и М. О. Кнебель — Саша
- 1948 — «Замужняя невеста» А. А. Шаховского, А. С. Грибоедова, Н. И. Хмельницкого, режиссёр И. Ворошилов — Любим
- 1948 — «Последние рубежи» Ю. П. Чепурина, постановка А. Д. Попова, режиссёр И. Ворошилов, Д. В. Тункель — Ножкин
- 1949 — «Тихий океан» И. Л. Прута, режиссёр Д. В. Тункель — Вахтанг Джибели
- 1949 — «Закон Ликурга» Н. Базилевского по Т. Драйзеру, режиссёр И. Ворошилов — Клайд Грифитс
- 1950 — «Флаг адмирала» А. П. Штейна, режиссёры А. Д. Попов, Б. Афонин, И. Ворошилов — флаг-офицер Д. Н. Сенявин
- 1951 — «Западная граница» И. Л. Прута, Н. Н. Шпанова, режиссёр И. Ворошилов — Игнаций Шмигль
- 1952 — «Песнь о черноморцах» Б. А. Лавренёва, режиссёр Д. В. Тункель — Костя Ставриди («Балаклавская рыбалка»)
- 1952 — «Стрекоза» М. Г. Бараташвили, режиссёр Д. В. Тункель — Кохта
- 1952 — «Сергей Лазо» Е. Бондаревой, режиссёры И. Ворошилов и А. А. Харламова — Михеев Сева
- 1954 — «Мечты Кинолы» О. де Бальзака, режиссёры В. С. Канцель и А. А. Харламова — Альфонсо Фонтанарес
- 1956 — «Профессия миссис Уоррен» Б. Шоу, режиссёр Б. А. Львов-Анохин — Френк Гарднер
- 1957 — «Моя семья» Э. де Филиппо, режиссёр А. Б. Шатрин — Коррадо Куоко
- 1957 — «Караван» И. В. Штока, режиссёр Д. В. Тункель — капитан-лейтенант Дядичев
- 1958 — «Люди, которых я видел» С. С. Смирнова, режиссёр А. Б. Шатрин — командир батальона Громов
- 1958 — «Средство Макропулоса» К. Чапека, режиссёр: Б. А. Львов-Анохин — Альберт Грегор
- 1958 — «Юстина» Х. Вуолийоки, режиссёр А. Б. Шатрин — Роберт Хармалахти
- 1959 — «Спать опасно» А. М. Вердяна, режиссёр А. А. Харламова — Гайк
- 1959 — «Внук короля» Л. Р. Шейнина, режиссёры Д. В. Тункель и А. Б. Шатрин — Ашот Бароян
- 1960 — «Якорная площадь» И. В. Штока, режиссёр Д. В. Тункель — капитан Бондарь
- 1960 — «Он сказал — нет!» А. Хеллянда, режиссёр Б. А. Львов-Анохин, режиссёр А. Д. Попов — Джулиан Грейсон
- 1961 — «Океан» А. П. Штейна, режиссёр А. Л. Дунаев— лейтенант Часовников
- 1962 — «Под одной из крыш» З. М. Аграненко, режиссёр Б. В. Эрин — Петров
- 1962 — «Яков Богомолов» М. Горького, режиссёр Б. В. Эрин — Борис Ладыгин
- 1963 — «Когда танцуют розы» В. Петрова, режиссёр Б. А. Львов-Анохин — Муж
- 1963 — «Душа солдата», оперетта Л. А. Лядовой, либретто Е. Шатуновского, режиссёр И. Б. Шойхет — сержант Дымов
- 1963 — «Физики» Ф. Дюрренматта, режиссёр Б. В. Эрин — Эрнст Генрих Эрнести
- 1965 — «Дикий капитан» Ю. Смуула, режиссёр В. Х. Пансо — Историческая истина
- 1965 — «Приглашение к подвигу» А. Г. Зака и И. К. Кузнецова, режиссёр А. А. Петров — Первая маска
- 1966 — «Есть у моря свои законы…» Е. Черткова, режиссёр Н. Мокин — Субботин
- 1967 — «Надежда Милованова» В. Ф. Пановой, режиссёр Н. Мокин — фотограф
- 1967 — «Мастера времени, или Часовщик и курица» И. А. Кочерги, режиссёр Л. Е. Хейфец — граф Лундышев
- 1969 — «Ринальдо идёт в бой» П. Гаринеи и С. Джованнини, режиссёр А. А. Попов, музыка Д. Модуньо — Ринальдо, позднее — Кьерикуцца
- 1970 — «Раскинулось море широко» Вс. В. Вишневского, В. Б. Азарова, А. А. Крона — Чижов
- 1971 — «Дядя Ваня» А. П. Чехова, режиссёр А. А. Попов — Александр Владимирович Серебряков
- 1971 — «Человек со стороны» И. М. Дворецкого — Манагаров
- 1972 — «Тот, кто получает пощёчины» Л. Н. Андреева, режиссёры М. О. Кнебель, А. В. Бурдонский — Граф Манчини, отец Консуэллы
- 1976 — «Экзамены никогда не кончаются» Э. де Филиппо, режиссёр П. Н. Фоменко — Гульермо Сперанца
- 1977 — «Комическая фантазия…» Г. И. Горина, режиссёр Р. А. Горяев— барон Мюнхгаузен
- 1980 — «Ужасные родители» Ж. Кокто, режиссёр Б. Е. Щедрин — Жорж
- 1981 — «Последний пылкий влюблённый» Н. Саймона, режиссёр А. В. Бурдонский — Барни Кэшмэн
- 1981 — «Человек для любой поры» Р. Болта, режиссёр И. С. Унгуряну
- 1983 — «Моя профессия — синьор из общества» Дж. Скарниччи и Р. Тарабузи — Леонида Папагатто
- 1984 — «Идиот» по Ф. М. Достоевскому — Тоцкий
- 1986 — «Деревья умирают стоя» А. Касона, режиссёр А. В. Бурдонский — синьор Фернандо Бальбоа
- 1993 — «Бриллиантовая орхидея» Дж. Лоуренса и Р. Ли — Максимилиан Ортон
- 1995 — «Загнанная лошадь» Ф. Саган — лорд Честерфильд
- 1998 — «Изобретательная влюблённая» Л. де Веги — капитан Бернардо
- 1999 — «Приглашение в замок» Ж. Ануя, постановка А. В. Бурдонского — Мессершман
- 2004 — «Человек из Ламанчи» Д. Вассермана (англ. Dale Wasserman) и Дж. Дэриона, режиссёр Ю. С. Гусман — Сервантес / Дон Кихот
- 2005 — «Давным-давно» А. К. Гладкова, режиссёр: Б. А. Морозов — М. И. Кутузов
- 2010 — «Танцы с учителем» Ю. С. Гусмана, И. Ш. Фридберга, режиссёр-постановщик Ю. С. Гусман — Владимир Михайлович Неделин
- 2015 (10 февраля — премьера) — «100, или Танцы со временем», режиссёр-постановщик Ю. С. Гусман

#### Московский драматический театр «Модернъ»
- «Дядюшкин сон» Ф. М. Достоевского (19 декабря 2007 — премьера), режиссёр: Б. Е. Щедрин[38] — Князь[39]

### Радио-театр
- «Умная Мари». «Французские народные сказки», с участием В. Зельдина.

### Фильмография
— главная роль

| Год       |     | Название                               | Роль                                                                                 |
| --------- | --- | -------------------------------------- | ------------------------------------------------------------------------------------ |
| 1938      | ф   | Семья Оппенгейм                        | гость на дне рождения Бертольда (нет в титрах)                                       |
| 1941      | ф   | Свинарка и пастух                      | Мусаиб Гатуев, знатный пастух-дагестанец                                             |
| 1944      | ф   | Иван Грозный                           | ливонский посол (нет в титрах)                                                       |
| 1947      | ф   | Сказание о земле Сибирской             | Борис Григорьевич Оленич, пианист                                                    |
| 1955      | ф   | В квадрате 45                          | Шмелёв-Потапов, диверсант                                                            |
| 1956      | ф   | Карнавальная ночь                      | Николаев, клоун Тип                                                                  |
| 1960      | ф   | Повесть пламенных лет                  | Евгений Грибовский                                                                   |
| 1964      | ф   | Царская невеста                        | Бомелий, поет Павел Чекин                                                            |
| 1965      | ф   | Залп «Авроры»                          | Андронников, поручик                                                                 |
| 1967      | ф   | Берег надежды                          | Ванденберг                                                                           |
| 1968      | ф   | Штрихи к портрету В. И. Ленина         | Роман Малиновский                                                                    |
| 1970      | ф   | Дядя Ваня                              | Александр Владимирович Серебряков, отставной профессор                               |
| 1970      | ф   | Миссия в Кабуле                        | майор Стевени, британский военный атташе                                             |
| 1972      | кор | Вино из одуванчиков                    | Джон Бентли                                                                          |
| 1973      | ф   | С тобой и без тебя                     | Евстигней Базырин, отец Фёдора                                                       |
| 1974      | ф   | Блокада                                | фон Лееб, фельдмаршал                                                                |
| 1975      | ф   | На край света…                         | отец Володи                                                                          |
| 1975      | ф   | Это мы не проходили                    | капитан 1-го ранга, партнёр на танцах                                                |
| 1975      | ф   | Полковник в отставке                   | Иван Михайлович, майор, однополчанин Корнея Корнеевича                               |
| 1975      | ф   | Страх высоты                           | Владимир Николаевич Дягилев, профессор, научный руководитель Антона                  |
| 1975      | ф   | Центровой из поднебесья                | эпизод                                                                               |
| 1976      | ф   | Всегда со мною                         | Владимир Георгиевич Лучин, старший научный сотрудник Эрмитажа в блокадном Ленинграде |
| 1976      | ф   | Принцесса на горошине                  | Обергофмейстер                                                                       |
| 1978      | ф   | Дуэнья                                 | дон Джеромо, дворянин                                                                |
| 1978      | ф   | 31 июня                                | Мелиот, король Перадора / мистер Диммок                                              |
| 1979      | ф   | Добряки                                | Евгений Евгеньевич Витальев                                                          |
| 1979      | ф   | Инспектор Гулл                         | Артур Берлинг, магнат, глава семейства                                               |
| 1980      | ф   | Рафферти                               | сенатор Феллоуз, председатель комиссии                                               |
| 1981      | ф   | Женщина в белом                        | Фредерик Фэрли, эсквайр                                                              |
| 1983      | ф   | Тайна «Чёрных дроздов»                 | комиссар полиции                                                                     |
| 1984      | ф   | Победа                                 | Дж. Ф. Бирнс, госсекретарь США                                                       |
| 1985      | ф   | Марица                                 | Шандор                                                                               |
| 1987      | ф   | Десять негритят                        | Лоуренс Уоргрейв, судья                                                              |
| 1988      | ф   | Запретная зона                         | Дымаковский                                                                          |
| 1990      | ф   | Канувшее время                         | Соловьёв                                                                             |
| 1990      | ф   | Искушение Б.                           | Пал Палыч                                                                            |
| 1990      | ф   | Арбатский мотив                        | Родион Васильевич                                                                    |
| 1990      | ф   | Последняя осень                        | Степан Фёдорович Желтухин                                                            |
| 1991      | ф   | Дьявольские куклы мадам Мэндилип       | Лоуэлл                                                                               |
| 1992      | ф   | Тайна                                  | снимался                                                                             |
| 1997      | ф   | Вино из одуванчиков                    | мистер Сполдинг                                                                      |
| 1997      | ф   | Полицейские и воры                     | дедушка                                                                              |
| 1998      | ф   | Классик                                | Вася «Резаный»                                                                       |
| 1999      | ф   | Женщин обижать не рекомендуется        | Идкинд                                                                               |
| 1999      | кор | Утро не время для девочек              | Имя персонажа не указано                                                             |
| 2000      | ф   | Формула счастья                        | Имя персонажа не указано                                                             |
| 2001      | с   | Ералаш — выпуск № 151 («Зонтик»)       | дедушка                                                                              |
| 2004      | ф   | Даша Васильева 2. Дама с коготками     | Вольдемар Войцеховский                                                               |
| 2006      | ф   | Андерсен. Жизнь без любви              | сторож в театре                                                                      |
| 2006      | ф   | Бес в ребро, или Великолепная четвёрка | тесть Бориса                                                                         |
| 2006      | ф   | Парк советского периода                | Мусаиб (камео)                                                                       |
| 2006      | ф   | Чёртово колесо                         | Арсений Петрович, профессор                                                          |
| 2006      | ф   | Карнавальная ночь 2, или 50 лет спустя | старый клоун                                                                         |
| 2010—2011 | с   | Сваты 4 и 5 сезон                      | Николай Николаевич, отец Ольги Николаевны                                            |
| 2015      | ф   | Убежать, догнать, влюбиться            | Человек-Легенда                                                                      |

### Телеспектакли
- 1952 — Учитель танцев — Альдемаро
- 1961 — Укрощение строптивой — Люченцио
- 1964 — Царская невеста (фильм-опера) — Бомелий
- 1968 — Неоконченная симфония — Хербек
- 1971 — Двадцать лет спустя — кардинал
- 1974 — Бенефис Веры Васильевой
- 1975 — Бенефис Ларисы Голубкиной — Пикеринг
- 1985 — Сеанс гипнотизёра — Сергей Иванович Блинский
- 1986 — Валенсианская вдова (фильм-балет) — рассказчик / дядюшка Лусенсьо

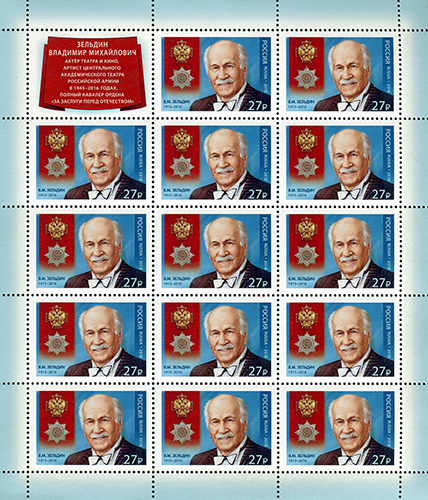
Малый лист, 2018 г. «Полный кавалер ордена „За заслуги перед Отечеством“. В. М. Зельдин (1915—2016), актёр».

### Участие в фильмах
- 1999 — Владимир Дружников (из цикла телепрограмм канала ОРТ «Чтобы помнили») (документальный)
- 2006 — Всеволод Санаев (из цикла передач телеканала ДТВ «Как уходили кумиры») (документальный)
- 2006 — Игорь Ильинский (из цикла передач телеканала ДТВ «Как уходили кумиры») (документальный)
- 2006 — Три с половиной жизни Ивана Пырьева (документальный)
- 2007 — Всенародная актриса Нина Сазонова (документальный)
- 2007 — Марина Ладынина. От страсти до ненависти (документальный)
- 2007 — Последняя любовь Николая Крючкова (документальный)
- 2008 — Владимир Зельдин. Влюблённый Дон Кихот (документальный)
- 2010 — Вера Васильева. Секрет её молодости (документальный)
- 2010 — Лидия Смирнова. Женщина на все времена (документальный)
- 2010 — Николай Крючков (из документального цикла «Острова»)
- 2011 — Да, я царица! Мария Миронова (документальный)
- 2011 — Режиссёр Александр Дунаев. Над предлагаемыми обстоятельствами советского театра (документальный)
- 2011 — Сваты: жизнь без грима (документальный)
- 2012 — Людмила Фетисова. Запомните меня весёлой... (документальный)
- 2012 — Николай Парфёнов. Его знали только в лицо... (документальный)
- 2014 — Десять негритят(из цикла телепрограмм «Тайны советского кино») (документальный)
- 2015 — Владимир Зельдин. Кумир века (документальный)

## Награды и звания

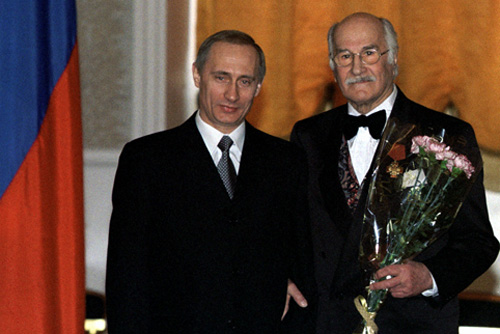
Вручение ордена «За заслуги перед Отечеством» IV степени,
23 февраля 2000 года

### Почётные звания
- Заслуженный артист РСФСР (8 апреля 1954 года)[40]
- Народный артист РСФСР (10 октября 1959 года)[41]
- Народный артист СССР (7 марта 1975 года)[42]
- Почётный гражданин Тамбовской области (2015)[43]
- Академик Российской академии кинематографических искусств «Ника»

### Государственные награды и премии СССР и Российской Федерации
Полный кавалер ордена «За заслуги перед Отечеством»
- Орден «За заслуги перед Отечеством» I степени (20 января 2015 года) — за большие заслуги в развитии отечественной культуры и искусства, телерадиовещания и многолетнюю плодотворную деятельность[44]
- Орден «За заслуги перед Отечеством» II степени (10 февраля 2010 года) — за выдающиеся заслуги в развитии театрального искусства и многолетнюю творческую деятельность[45]
- Орден «За заслуги перед Отечеством» III степени (10 февраля 2005 года) — за выдающиеся заслуги в развитии театрального искусства и многолетнюю творческую деятельность[46]
- Орден «За заслуги перед Отечеством» IV степени (10 февраля 2000 года) — за большой вклад в развитие отечественного театрального искусства[47]
- Орден Дружбы (21 июня 1995 года) — за заслуги перед государством, успехи, достигнутые в труде, большой вклад в укрепление дружбы и сотрудничества между народами[48]
- Три ордена Трудового Красного Знамени (1968, 17 марта 1980 года, 1985) — за заслуги в развитии советского театрального искусства[49])

второй  — 17 марта 1980 года — за заслуги в развитии советского театрального искусства;
третий — 8 февраля 1985 года — за заслуги в развитии советского театрального искусства и в связи с семидесятилетием со дня рождения;
- Крест святого Михаила Тверского (2010) — за личный вклад в развитие культуры Тверской области[52]
- Медали, в том числе:
  - Медаль «В ознаменование 100-летия со дня рождения Владимира Ильича Ленина» (1970)
  - Медаль «За оборону Москвы» (1944)
  - Юбилейная медаль «Тридцать лет Победы в Великой Отечественной войне 1941—1945 гг.» (1975)
  - Юбилейная медаль «Сорок лет Победы в Великой Отечественной войне 1941—1945 гг.» (1985)
  - Юбилейная медаль «50 лет Победы в Великой Отечественной войне 1941—1945 гг.» (1995)
  - Юбилейная медаль «60 лет Победы в Великой Отечественной войне 1941—1945 гг.» (2005)
  - Юбилейная медаль «65 лет Победы в Великой Отечественной войне 1941—1945 гг.» (2010)
  - Юбилейная медаль «70 лет Победы в Великой Отечественной войне 1941—1945 гг.» (2015)[53]
  - Медаль «За доблестный труд в Великой Отечественной войне 1941—1945 гг.»
  - Медаль «Ветеран труда»
  - Медаль «В память 800-летия Москвы» (1947)
  - Медаль «В память 850-летия Москвы» (1997)
  - Медаль «200 лет Министерству обороны» (2002)
  - Юбилейная медаль «75 лет Тамбовской области» (29 февраля 2012 года)[54]
  - Медаль «За веру и добро» (Кемеровская область, 27 января 2015 года)[55]
  - Медаль Министерства обороны Российской Федерации «150 лет Западному военному округу» (2015)[56]
  - Нагрудный знак «За заслуги перед Тамбовской областью» (2015)[57]
- наградное оружие - кортик от министра обороны РФ[58]

#### Премии
- Сталинская премия второй степени (1951) — за исполнение роли Д. Н. Сенявина в спектакле «Флаг адмирала» А. П. Штейна
- Премия Правительства Российской Федерации 2008 года в области культуры (24 декабря 2008 года) — за спектакль «Человек из Ламанчи»[59]
- Премия города Москвы 2006 года в области литературы и искусства (номинация «Театральное искусство») (31 июля 2006 года) — за исполнение роли Сервантеса — Дон Кихота в спектакле «Человек из Ламанчи» Д. Вассермана, Д. Дэриона на музыку М. Ли[60]
- Премия города Москвы «Легенда века» (9 февраля 2010 года) — за выдающийся вклад в развитие театрального искусства и кино, многолетнюю и плодотворную творческую деятельность[61]

### Награды и премии иностранных государств
- Командор Ордена Изабеллы Католической (Испания) — за спектакль «Человек из Ламанчи»[62]
- Премия Союзного государства в области литературы и искусства (2014) — за роль Сервантеса — Дон Кихота в мюзикле «Человек из Ламанчи»[63]

### Общественные награды

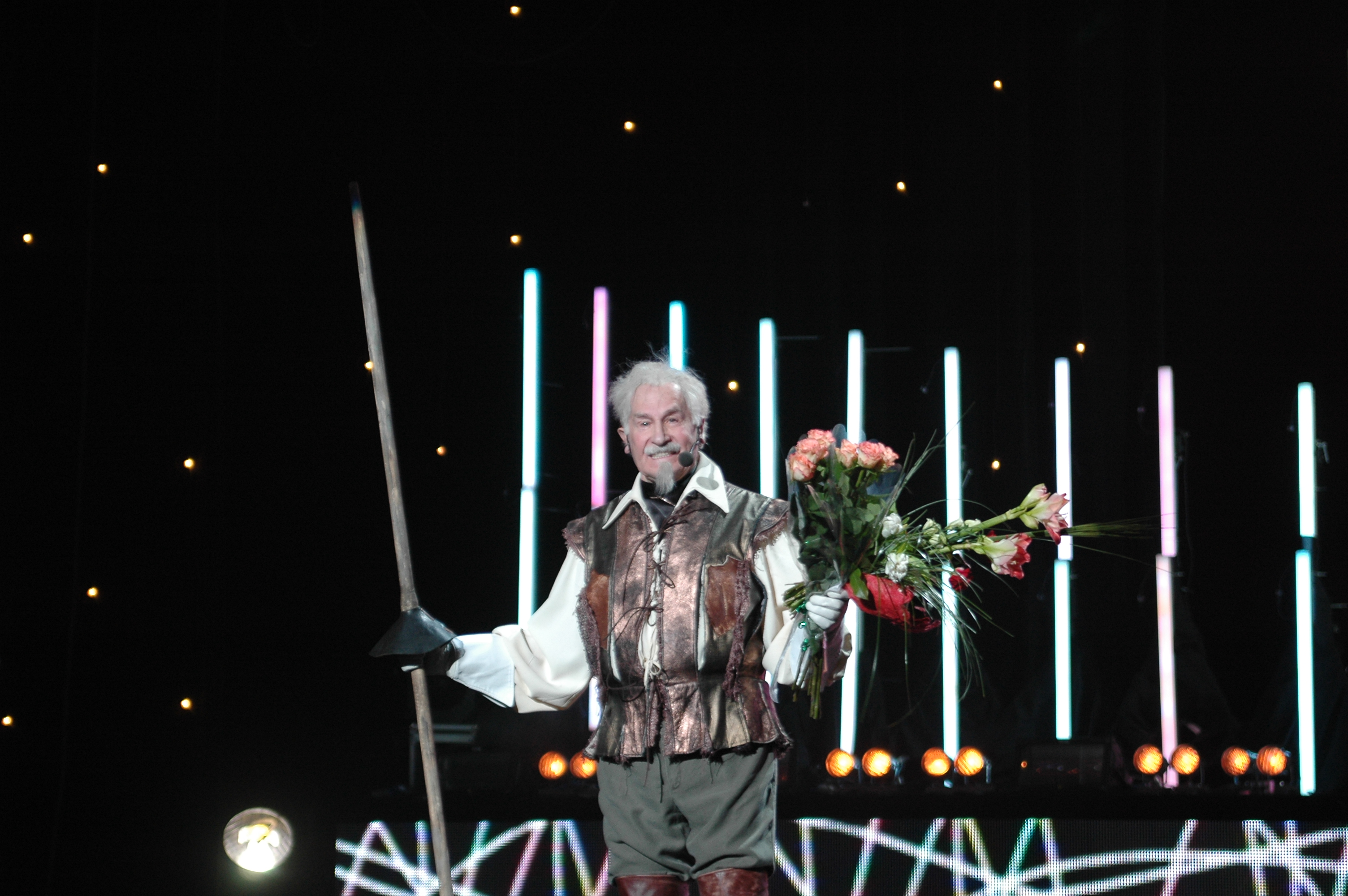
Владимир Зельдин на открытии фестиваля «Музыкальное сердце театра», 2006

- Орден «За заслуги в ветеранском движении» (2014, высшая награда Союза ветеранов России)
- Премия ОРКФ «Кинотавр» в Сочи в номинации «Премия президентского совета за творческую карьеру» (1995)
- Международная Премия Станиславского (Международный Фонд К. С. Станиславского, 1995)
- Премия «Кумир» в номинации «За высокое служение искусству» (2000)
- Театральная премия «Хрустальная Турандот»
  - 2001 год — «За долголетнее и доблестное служение театру»
  - 2005 год — «Лучшая мужская роль» — Дон Кихот в спектакле «Человек из Ламанчи», ЦАТРА
- Благодарность «За выдающиеся творческие достижения в сфере музыкального театра» Национального фестиваля «Музыкальное сердце театра» (2006)
- Национальная премия «Россиянин года» (2007)[64]
- Премия «Звезда Театрала» в номинации «Легенды сцены» (2008)[65]
- Приз «За честь и достоинство» Национальной театральной премии «Золотая маска» (2010)[66].
- Памятная медаль «150-летие А. П. Чехова» (2010)[67]
- Кинопремия «Ника» в номинации «Честь и достоинство» (2014)
- Орден «Почётный гражданин России»[68].
- Гранд-премия «КиноВатсон».

## Память
- В 2018 году Почтой России выпущена почтовая марка, посвящённая В. М. Зельдину. На марке изображён портрет Владимира Зельдина и орден «За заслуги перед Отечеством». Номинал марки 27 рублей, размер 42×30 мм. Тираж — 280 тыс. экземпляров[69].
- На месте захоронения Владимира Зельдина на Новодевичьем кладбище 13 июня 2018 года открыт бронзовый памятник. Артист изображён в костюме Дон Кихота[70].
- Межрегиональный театральный фестиваль, проходящий с 2019 года на родине актёра в городе Мичуринске, носит имя Владимира Зельдина[71].
- 4 ноября 2019 года в городе Мичуринске в сквере на улице Революционной открыт памятник В. Зельдину — бронзовый бюст на высоком гранитном постаменте[72].
- 10 ноября 2020 года Мичуринский краеведческий музей в городе Мичуринске открыл отдельный зал постоянной экспозиции, посвящённый Владимиру Михайловичу Зельдину[73].
- 10 февраля 2022 года, в день рождения актёра, памятная звезда Владимира Зельдина открыта в фойе Центрального академического театра Российской Армии[74].

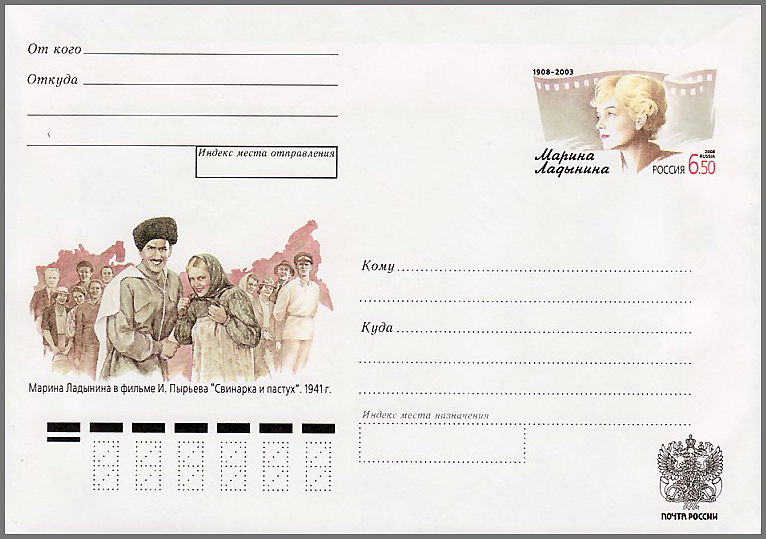
В. Зельдин на маркированном почтовом конверте к столетию со дня рождения Марины Ладыниной. Кадр из к/ф «Свинарка и пастух».
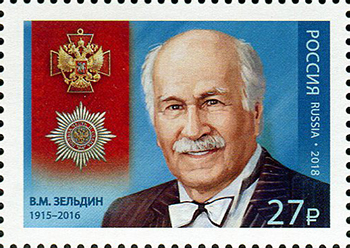
Портрет В. Зельдина и орден «За заслуги перед Отечеством». Художник-дизайнер Р. Комса. Почтовая марка России 2018 года.  (ЦФА [АО «Марка»] № 2314)

### Телепередачи
- Дмитрий Медведев поздравил народного артиста СССР Владимира Зельдина с юбилеем — ТВЦ — Новости — 10.02.2010
- Народному артисту Владимиру Зельдину исполняется 95 лет — ТВЦ — Новости — 10.02.2010
- Сто вопросов к взрослому — ТВЦ — 25.02.2012